# Uruguay ai Giochi della IX Olimpiade
L'Uruguay  partecipò ai Giochi della IX Olimpiade, svoltisi ad Amsterdam, Paesi Bassi, dal 28 luglio al 12 agosto 1928,  
con una delegazione di 17 atleti, solo la squadra di calcio si è aggiudicata la medaglia d'oro.

## Medaglie
| Medaglia | Atleta  | Sport  |
| -------- | ------- | ------ |
| Oro      | Uruguay | Calcio |

## Risultati

### Calcio
| Atleta | Classifica |                    |
| --- | --- | ------------------ |
| V · D · M Nazionale uruguaiana · Calcio ai Giochi Olimpici Estivi 1928 P Batignani · P Mazali · D Arispe · D Canavesi · D Nasazzi · D Tejera · C Andrade · C Bartibás · C Fernández · C Gestido · C Melogno · C Píriz · A Anselmo · A Arremón · A Borjas · A Campolo · A Castro · A Cea · A Figueroa · A Petrone · A Scarone · A Urdinarán · CT : Giannotti | Oro |                    |
| Nazionale uruguaiana · Calcio ai Giochi Olimpici Estivi 1928 | |                    |
| P Batignani · P Mazali · D Arispe · D Canavesi · D Nasazzi · D Tejera · C Andrade · C Bartibás · C Fernández · C Gestido · C Melogno · C Píriz · A Anselmo · A Arremón · A Borjas · A Campolo · A Castro · A Cea · A Figueroa · A Petrone · A Scarone · A Urdinarán · CT: Giannotti                                                                         | P Batignani · P Mazali · D Arispe · D Canavesi · D Nasazzi · D Tejera · C Andrade · C Bartibás · C Fernández · C Gestido · C Melogno · C Píriz · A Anselmo · A Arremón · A Borjas · A Campolo · A Castro · A Cea · A Figueroa · A Petrone · A Scarone · A Urdinarán · CT: Giannotti | Uruguay (bandiera) |